# Hõbepall
De Hõbepall (Nederlands: Zilveren Bal) is een prijs voor een speler van de nationale ploeg van Estland die het mooiste doelpunt maakte in een bepaald interlandjaar. Sinds 1995 reiken Estische voetbaljournalisten, verenigd in de Eesti Jalgpalliajakirjanike Klubi deze prijs uit. Twee spelers wonnen deze prijs in totaal drie keer: Martin Reim en Indrek Zelinski. Konstantin Vassiljev is recordhouder en won de prijs zes keer.
| Jaar | Winnaar              | Wedstrijd                      | Uitslag | Datum            |
| ---- | -------------------- | ------------------------------ | ------- | ---------------- |
| 1995 | Martin Reim          | Estland – Slovenië             | 1 – 3   | 11 juni 1995     |
| 1996 | Argo Arbeiter        | Andorra – Estland              | 1 – 6   | 13 november 1996 |
| 1997 | Martin Reim          | Litouwen – Estland             | 2 – 1   | 9 juli 1997      |
| 1998 | Sergei Terehhov      | Estland – Faeröer              | 5 – 0   | 4 juni 1998      |
| 1999 | Martin Reim          | Faeröer – Estland              | 0 – 2   | 4 september 1999 |
| 2000 | Indrek Zelinski      | Hongkong – Estland             | 1 – 2   | 10 december 2000 |
| 2001 | Andres Oper          | Estland – Nederland            | 2 – 4   | 2 juni 2001      |
| 2002 | Teet Allas           | Estland – Moldavië             | 1 – 0   | 21 augustus 2002 |
| 2003 | Indrek Zelinski      | Andorra – Estland              | 0 – 2   | 30 april 2003    |
| 2004 | Kristen Viikmäe      | Liechtenstein – Estland        | 1 – 2   | 18 augustus 2004 |
| 2005 | Andres Oper          | Estland – Slowakije            | 1 – 2   | 26 maart 2005    |
| 2006 | Tarmo Neemelo        | Turkije – Estland              | 1 – 1   | 28 mei 2006      |
| 2007 | Indrek Zelinski      | Estland – Andorra              | 2 – 1   | 22 augustus 2007 |
| 2008 | Vjatšeslav Zahovaiko | Estland – Faeröer              | 4 – 3   | 4 juni 2008      |
| 2009 | Konstantin Vassiljev | Armenië – Estland              | 2 – 2   | 28 maart 2009    |
| 2010 | Tarmo Kink           | Servië – Estland               | 1 – 3   | 8 oktober 2010   |
| 2011 | Konstantin Vassiljev | Noord-Ierland – Estland        | 1 – 2   | 7 oktober 2011   |
| 2012 | Konstantin Vassiljev | Estland – Polen                | 1 – 0   | 15 augustus 2012 |
| 2013 | Konstantin Vassiljev | Estland – Nederland            | 2 – 2   | 6 september 2013 |
| 2014 | Siim Luts            | Estland – Tadzjikistan         | 2 – 1   | 7 juni 2014      |
| 2015 | Sander Puri          | Estland – Saint Kitts en Nevis | 3 – 0   | 17 november 2015 |
| 2016 | Konstantin Vassiljev | Estland – Gibraltar            | 4 – 0   | 7 oktober 2016   |
| 2017 | Mattias Käit         | Estland – Cyprus               | 1 – 0   | 3 september 2017 |
| 2018 | Siim Luts            | Estland – Hongarije            | 3 – 3   | 15 oktober 2018  |
| 2019 | Konstantin Vassiljev | Estland – Noord-Ierland        | 1 – 2   | 8 juni 2019      |
| 2020 | Rauno Sappinen       | Noord-Macedonië – Estland      | 2 – 1   | 15 november 2020 |
| 2021 | Mattias Käit         | Estland – België               | 2 – 5   | 2 september 2021 |